# Dostojanie respubliki
Dostojanie respubliki (Достояние республики) è un film del 1971 diretto da Vladimir Sergeevič Byčkov.